# Dihelus rufipleuris
Dihelus rufipleuris là một loài tò vò trong họ Ichneumonidae.